# Botumirim
Botumirim est une municipalité de l'État du Minas Gerais au Brésil. Sa population était estimée à 6 497 habitants en 2010.
Elle appartient à la Microrégion de Grão Mogol dans la Mésorégion du Nord du Minas.

## Maires
| Période | Période | Identité          | Étiquette | Qualité |
| ------- | ------- | ----------------- | --------- | ------- |
| 2009    | 2012    | Edilson Lima Rios | PSDB      |         |